# Vaso vinario

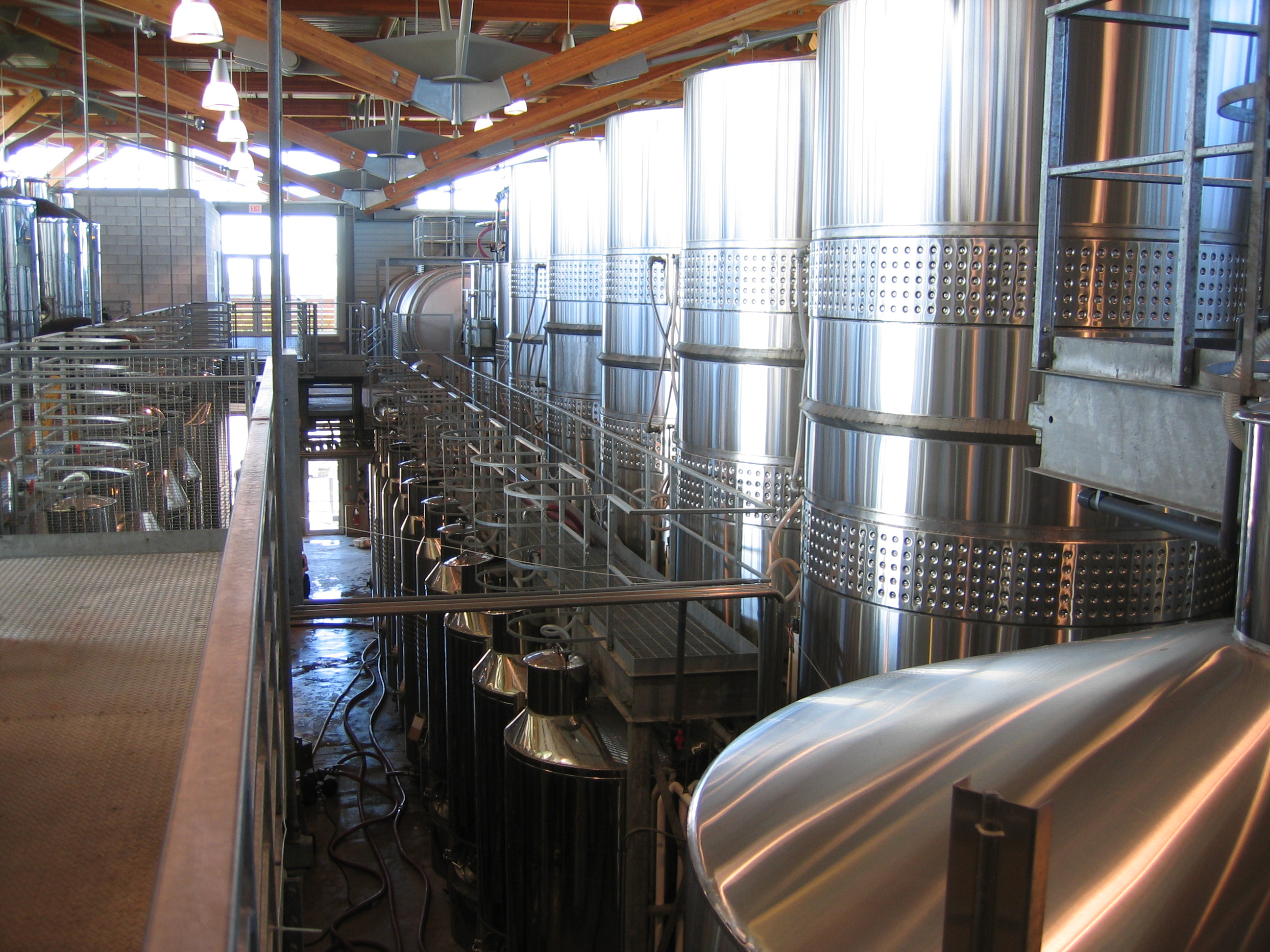
Vasche di fermentazione in acciaio, in Canada (2006)

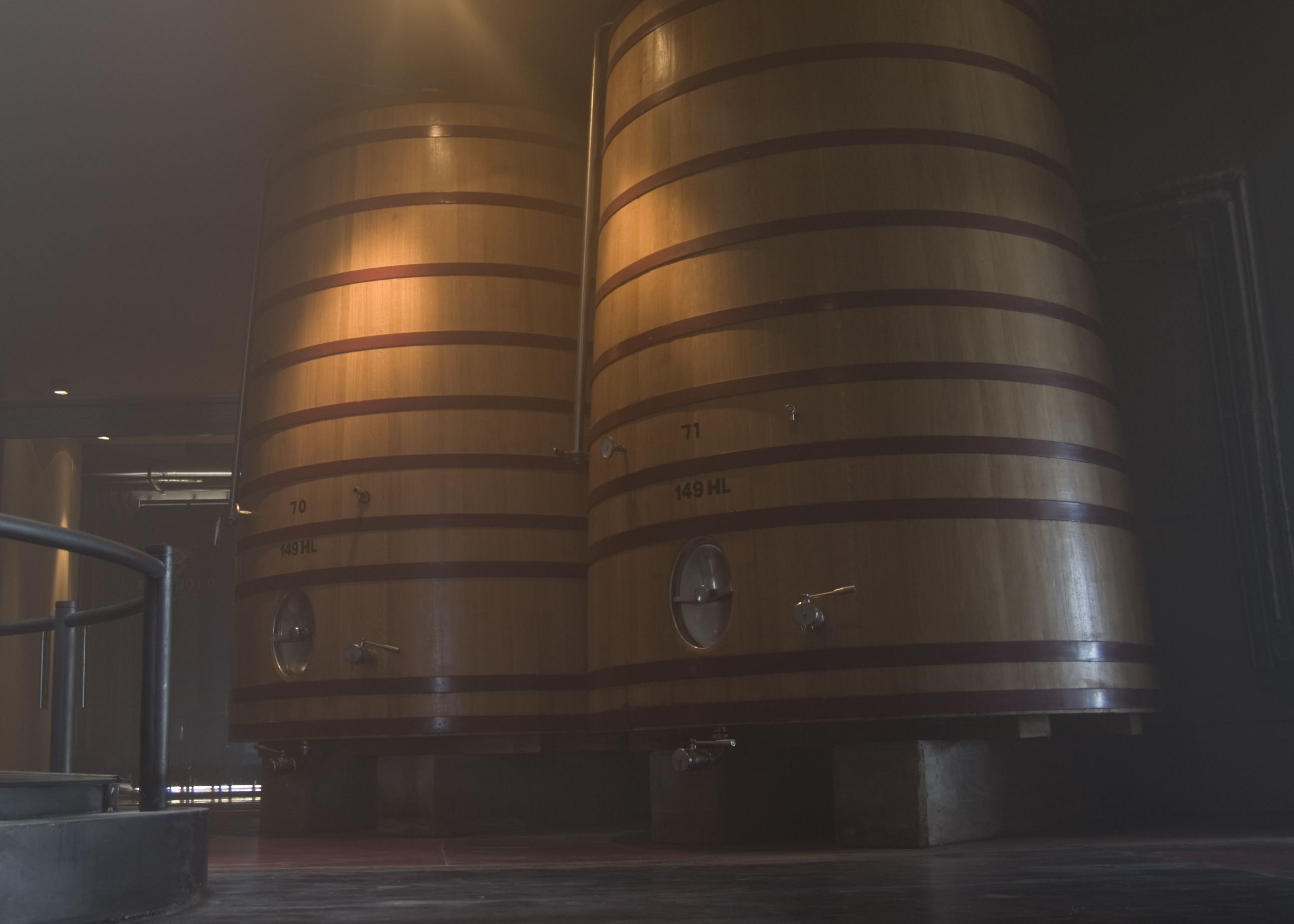
Grandi vasche di fermentazione in Argentina (2008)

Un vaso vinario è un qualsiasi contenitore atti a contenere il vino durante le diverse fasi della sua preparazione. I serbatoi cilindrici orizzontali sono anche impiegati per il trasporto del vino, montati sul cassone di autocarri.

## Vasi vinari in legno
I vasi vinari in legno sono i tini (per la fermentazione del mosto) e le botti (per la conservazione e l'invecchiamento del vino). Necessitano di attente cure (abbonimento) per renderli atti a contenere il vino quando sono nuovi.
La forma tradizionale del tino è quella tronco-conica. La parete del tino è formata da tavole di legno, dette doghe, tenute assieme da cerchi di ferro.
Le botti possono essere di forma rotonda, ellittica ed ovale. Per la costruzione delle botti si impiegano di solito il rovere, la farnia, il castagno, la robinia o varie specie di acero. Il primo è preferito per le botti da adibire all'invecchiamento dei vini.
Hanno grande importanza a livello di vini rossi, poiché il vino bianco, posto in botti di legno, aumenta troppo il proprio colore per la presenza di sostanze tanniche e di sostanze coloranti. Tale scambio, sia verso l'interno che verso l'esterno, è dovuto alla porosità del legno.
Lo scambio verso l'interno consiste nella cessione al vino di sostanze tanniche e coloranti, mentre quello verso l'esterno provoca ossidazioni all'interno del vino (maderizzazione); la porosità del legno non deve essere eccessiva ma molto esigua in modo da favorire una lenta ossidazione. Il miglior legno in assoluto è il rovere (legno di quercia, Quercus robur), poiché non cede tannino, non è molto poroso ed è molto robusto.
In breve, i requisiti di un buon legno sono:
- porosità ben equilibrata

- non devono essere presenti molti nodi (punti di perdita)
- non devono essere cedute le sostanze amaricanti dannose
- non devono essere cedute le resine.

## Abbonimento
Viene immesso vapore a bassa pressione, o si praticano lavaggi continui, per eliminare dalle botti nuove le sostanze capaci di alterare il sapore del vino. Nel caso della vaporizzazione si usa vapore ad una temperatura di 105 °C per 1-2 ore. Il procedimento di lavaggio avviene mediante riempimento delle stesse con una soluzione di acqua e cloruro di sodio al 2-5% per 15-20 giorni. Successivamente vengono solforate e si procede al risciacquo con acqua.

## Manutenzione
La botte si conserva perfettamente quando si trova in ambiente fresco (10-15 °C) con un'umidità dell'85% circa ed è colma. I problemi subentrano quando il recipiente deve rimanere vuoto a lungo.
La botte, appena svuotata, va accuratamente pulita dalle fecce e dalle eventuali parti solide quali bucce e vinaccioli e lasciata asciugare. Non si devono effettuare lavaggi con acqua perché il vino che impregna le pareti, grazie ad alcuni suoi costituenti quali alcol e polifenoli, protegge il legno da attacchi fungini. Il contenitore viene quindi lasciato aperto e prima del suo riutilizzo deve essere accuratamente lavato con carbonato di sodio o idrossido di sodio.
Per conservare la botte vuota esistono due sistemi:
- asciutta (per locali con umidità elevata): si bruciano ogni 2-3 mesi delle micce di zolfo che consumando l'ossigeno presente nella botte e impregnandola di antisettico ostacola lo sviluppo di microorganismi dannosi al legno;
- umida (per locali asciutti): sul fondo della botte si mettono 50-100 litri d'acqua addizionati di anidride solforosa (SO2).

## Vasi vinari in cemento
I vasi vinari in cemento armato hanno quasi sempre una forma geometrica regolare, con base rettangolare o quadrata. Sono costruiti con gettata di calcestruzzo ed hanno un'armatura interna di tondini di ferro. All'interno, le vasche devono essere intonacate con malta di cemento e lisciate con molta cura. Per evitare l'attacco del cemento da parte degli acidi del vino, le superfici interne delle vasche vengono trattate con vari materiali protettivi.

## Vasi vinari in metallo
I vasi vinari in metallo si sono molto diffusi sia per la fermentazione delle uve pigiate, sia per la conservazione del vino. Possono essere costruiti in lamiera di acciaio rivestiti o meno internamente con resine epossidiche polimerizzate.
Sono pure diffusi, per le loro peculiari caratteristiche, i recipienti in acciaio inossidabile, di durata pressoché illimitata. Inoltre possono venire predisposti con una intercapedine per fare circolare un fluido di riscaldamento o di raffreddamento.
La forma più corrente di questi serbatoi è quella cilindrica verticale.
Sono ancora da citare i serbatoi detti autoclavi, in acciaio inossidabile od in acciaio comune isovetrificato, per la spumantizzazione dei vini. Sono autoclavi particolarmente robuste, atte a sopportare pressioni dell'ordine di 7-9 atm.

## Altri materiali
I serbatoi in resine poliestere rinforzate con fibre di vetro presentano il vantaggio della leggerezza, unita ad una buona resistenza meccanica dovuta all'accoppiamento di resine termoindurenti con fibre di vetro imbevute della resina stessa.
Il tessuto in fibre di vetro (fiberglass), grazie alla sua elevata resistenza allo strappo, esplica una funzione analoga a quella che è fornita dai tondini di ferro nel calcestruzzo, mentre la resina conferisce al manufatto una buona resistenza all'attacco ed alla corrosione degli agenti chimici.

## Vinificatori
Vasi vinari costruiti con particolari caratteristiche, atte a semplificare tutte le operazioni inerenti alla vinificazione, sono i vinificatori o fermentini o fermentatori continui; dopo l'inizio della prima fermentazione, vengono alimentati ad intermittenza con nuove uve pigiate, previa estrazione di una parte del mosto-vino e delle vinacce. Questi apparecchi, oltre a consentire una fermentazione continua, permettono una buona estrazione del colore, che può venire regolata con opportuni rimontaggi programmati del mosto-vino a metà del serbatoio.
I vinificatori più moderni sono costruiti in genere in acciaio (inossidabile o smaltato).